# 乐桥镇
乐桥镇，是中华人民共和国安徽省合肥市庐江县下辖的一个乡镇级行政单位。
南邻安徽省枞阳县西接中华人民共和国安徽省安庆市桐城市。

## 行政区划
乐桥镇下辖以下地区：老院社区、杨岗村、金桥村、浮槐村、檀巷村、乐桥村、黄山村、桂元村、詹店村、陡岗村、鳌山村、大化村。